# Province de Huaraz
La province de Huaraz (en espagnol : Provincia de Huaraz) est l'une des vingt provinces de la région d'Ancash, au Pérou. Son chef-lieu est la ville de Huaraz.

## Géographie
La province couvre une superficie de 2 492,91. Elle est limitée au nord par la province de Yungay et la province de Carhuaz, à l'est par la province de Huari, au sud par la province de Recuay et la province d'Aija, et à l'ouest par la province de Casma et la province de Huarmey.

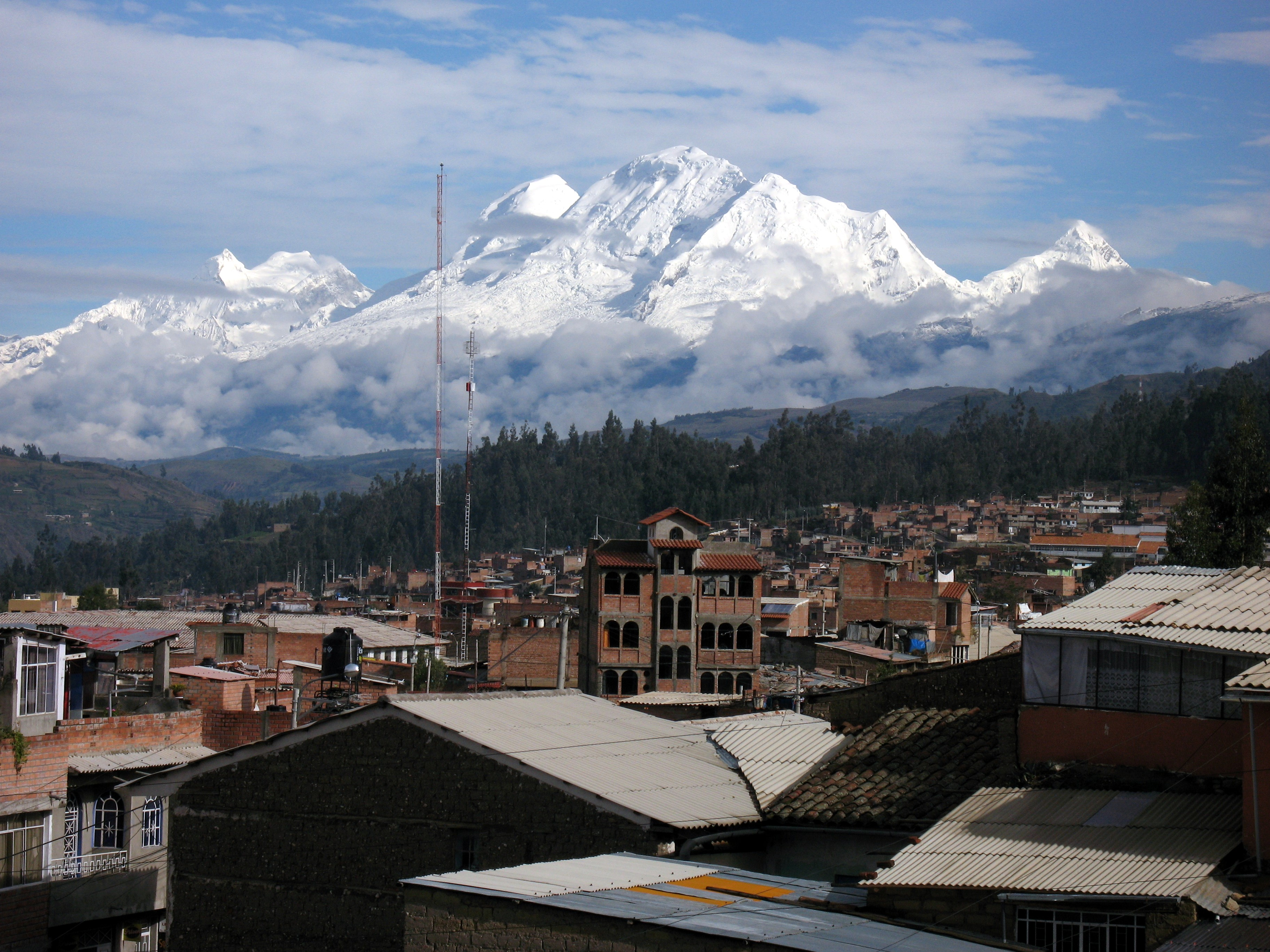
En regardant vers le nord sur Huaraz vers la Cordillère Blanche

## Histoire
La province a été créée le 5 août 1857.

## Population
La population de la province s'élevait à 147 463 habitants en 2007. La densité est de 59 habitants au kilomètre carré.

## Subdivisions
La province de Huaraz est divisée en douze districts :
- Cochabamba
- Colcabamba
- Huanchay
- Huaraz
- Independencia
- Jangas
- La Libertad
- Olleros
- Pampas
- Pariacoto
- Pira
- Tarica